# Pierce (Familienname)
Pierce ist ein englischer Personenname.

## Namensträger

### A
- Alec Pierce (* 2000), US-amerikanischer American-Football-Spieler
- Alice Pierce (* 1957), US-amerikanische Opernregisseurin, Gesangspädagogin und Sängerin (Sopran)
- Alissa Pierce (* 1986), US-amerikanische Basketballspielerin
- Antonio Pierce (* 1978), US-amerikanischer American-Football-Spieler
- Benjamin Pierce (1757–1839), US-amerikanischer Politiker

### B
- Bill Pierce (* 1948), US-amerikanischer Jazz-Saxophonist
- Billie Pierce (Wilhelminia Pierce; 1907–1974), US-amerikanische Jazzpianistin und Sängerin
- Billy Pierce (Choreograf) (1890–1933), US-amerikanischer Tänzer und Choreograf
- Billy Pierce (Baseballspieler) (1927–2015), US-amerikanischer Baseballspieler
- Brock Pierce (* 1980), US-amerikanischer Unternehmer
- Bradley Pierce (* 1982), US-amerikanischer Schauspieler

### C
- Charles Pierce (Musiker) (1890–??), US-amerikanischer Jazz-Saxophonist und Bandleader
- Charles Pierce (Travestiekünstler) (1926–1999), US-amerikanischer Travestiekünstler und Schauspieler
- Charles B. Pierce (1938–2010), US-amerikanischer Regisseur, Drehbuchautor und Filmproduzent
- Charles C. Pierce (1861–1946), US-amerikanischer Fotograf und Fotohändler
- Charles Wilson Pierce (1823–1907), US-amerikanischer Politiker
- Chester Pierce (1927–2016), US-amerikanischer Psychiater
- Chuck Pierce Jr. (* 1962), US-amerikanischer Schauspieler und Kinderdarsteller

### D
- Dameon Pierce (* 2000), US-amerikanischer American-Football-Spieler
- David Pierce (Politiker) (1786–1872), US-amerikanischer Anwalt und Politiker
- David Pierce, Pseudonym von Christopher Wilder (1945–1984), US-amerikanischer Serienmörder
- David Hyde Pierce (* 1959), US-amerikanischer Schauspieler
- David Milton Pierce (* 1958), kanadischer Schriftsteller
- Dee Dee Pierce (1904–1973), US-amerikanischer Jazz-Trompeter

### E
- Ellie Pierce (* 1966), US-amerikanische Squashspielerin

### F
- Florence Miller Pierce (1918–2007), US-amerikanische Künstlerin
- Franklin Pierce (1804–1869), US-amerikanischer Politiker, Präsident 1853 bis 1857

### G
- George W. Pierce (1872–1956), US-amerikanischer Physiker und Elektroingenieur
- Gilbert A. Pierce (1839–1901), US-amerikanischer Politiker

### H
- Henry L. Pierce (1825–1896), US-amerikanischer Politiker
- Horace Pierce (1916–1958), US-amerikanischer Künstler

### J
- Jack Pierce (Leichtathlet) (* 1962), US-amerikanischer Leichtathlet
- Jack P. Pierce (1889–1968), US-amerikanischer Maskenbildner
- Jane Pierce (1806–1863), US-amerikanische First Lady
- Jason Pierce (* 1965), englischer Musiker
- Jeff Pierce (* 1958), US-amerikanischer Radrennfahrer
- Jeffrey Pierce (Schauspieler) (* 1971), US-amerikanischer Schauspieler
- Jeffrey Lee Pierce (1958–1996), US-amerikanischer Sänger, Songwriter und Gitarrist
- John Pierce (Musiker), US-amerikanischer Bassgitarrist und Sänger
- John Pierce (Sänger) (* 1959), US-amerikanischer Sänger (Tenor)
- John Pierce (Konstrukteur), US-amerikanischer Achterbahndesigner und -konstrukteur
- John Hwett Pierce (* 1912), US-amerikanischer Botaniker
- John R. Pierce (1910–2002), US-amerikanischer Elektrotechnikingenieur
- Joseph Pierce (1902–1969), US-amerikanischer Mathematiker
- Justin Pierce (1975–2000), US-amerikanischer Schauspieler

### K
- Karen Pierce (* 1959), britische Diplomatin
- Kirk S. Pierce (* um 1966), pensionierter Generalleutnant der US Air Force

### L
- Leona Pierce (1921–2002), US-amerikanische Malerin, Druckgrafikerin, Textilkünstlerin und Lehrerin
- Lloyd Pierce (* 1976), US-amerikanischer Basketballtrainer

### M
- Margaret Comstock Pierce (1954–2013), US-amerikanische Politikerin
- Marty Pierce (* 1966), US-amerikanischer Eisschnellläufer
- Mary Pierce (* 1975), französische Tennisspielerin
- Michael Pierce (* 1992), US-amerikanischer American-Football-Spieler
- Murray Pierce (* 1957), neuseeländischer Rugby-Union-Spieler

### N
- Naomi Pierce (* 1954), US-amerikanische Biologin
- Nat Pierce (1925–1992), US-amerikanischer Jazz-Pianist, Bigband-Leader und Arrangeur
- Nathaniel Pierce (* 1990), US-amerikanischer Cellist
- Newton B. Pierce (1856–1916), US-amerikanischer Pflanzenpathologe
- Newton Lacy Pierce (1905–1950), US-amerikanischer Astronom

### P
- Paul Pierce (* 1977), US-amerikanischer Basketballspieler
- Prince Pierce (* 1946), US-amerikanischer Botaniker

### R
- Randy Pierce (* 1957), kanadischer Eishockeyspieler und -trainer
- Ray V. Pierce (1840–1914), US-amerikanischer Politiker
- Rice Alexander Pierce (1848–1936), US-amerikanischer Politiker
- Richard Austin Pierce (1918–2004), US-amerikanisch-kanadischer Geschichtswissenschaftler
- Ricky Pierce (* 1959), US-amerikanischer Basketballspieler
- Robert Pierce (1914–1978), US-amerikanischer Geistlicher
- Roger Pierce (Cricketspieler) (* 1952), neuseeländischer Cricketspieler
- Roger D. Pierce (* 1951), US-amerikanischer Diplomat
- Ronald Pierce (Tontechniker) (1909–2008), US-amerikanischer Soundtechniker
- Ronald Pierce Ely  (1938–2024), US-amerikanischer Schauspieler und Schriftsteller, siehe Ron Ely

### S
- Samuel Pierce (1922–2000), US-amerikanischer Politiker
- Signe Pierce (* 1988), US-amerikanische Performancekünstlerin
- Stack Pierce (1933–2016), US-amerikanischer Schauspieler und Sportler

### T
- Tamora Pierce (* 1954), US-amerikanische Schriftstellerin
- Tony Pierce-Roberts (* 1944), britischer Kameramann
- Troy Pierce (* 1970), US-amerikanischer DJ und Musikproduzent

### W
- Wallace E. Pierce (1881–1940), US-amerikanischer Politiker
- Walter M. Pierce (1861–1954), US-amerikanischer Politiker
- Webb Pierce (1921–1991), US-amerikanischer Country-Sänger
- Wendell Pierce (* 1963), US-amerikanischer Schauspieler
- William Pierce (1740–1789), US-amerikanischer Politiker
- William Luther Pierce (1933–2002), US-amerikanischer Physiker und Neonazi